# ゲオルク・フォン・メーレンベルク
ゲオルク・ニコラウス・フォン・メーレンベルク（ドイツ語: Georg Nikolaus Graf von Merenberg、1871年2月13日 - 1948年5月31日）は、ドイツの貴族（伯爵）。ナッサウ公子ニコラウスと詩人アレクサンドル・プーシキンの娘ナターリヤ・プーシキナの貴賤婚で出生した唯一の男子。ルクセンブルク大公アドルフの甥であったことから、ルクセンブルク大公位継承問題、いわゆる「メーレンベルク事件（Affäre Merenberg）」の中心人物となった。

## メーレンベルク事件
第一次世界大戦前、ヴァルラム系ナッサウ家の内部では深刻な政治対立が広がっていた。ナッサウ公子ニコラウスと息子ゲオルク・フォン・メーレンベルクが、ルクセンブルク大公アドルフとその息子ギヨーム4世に対し、大公位継承権を認めるよう、あらゆる手を尽くして強く迫ったのである。この二世代にわたる親族間の対立は「メーレンベルク事件」として知られる。この事件は、法学者など専門家の論議、新聞を使ったキャンペーン、陰謀、デマの流布、議会審議といった幅広い領域で闘われた。何しろ、小国とはいえルクセンブルクという欧州の一国家の玉座と莫大な資産をめぐる闘争だったのである。

### 事件の背景
ゲオルクの両親の婚姻は、貴賤結婚だったこと、母が夫と3人の子を捨てて父に走ったことなどがスキャンダルとなって、当時はナッサウ公だった家長アドルフの認可するところとならなかった。1868年5月18日、ニコラウスは義兄のヴァルデック＝ピルモント侯ゲオルク・ヴィクトルから、将来の妻にドイツの貴族称号を授かる約束をもらった。同年6月30日、その称号は「メーレンベルク伯爵（夫人）」と決まり、彼の妻と子孫に認められるとされた。次の日、1868年7月1日の結婚と同時に、貴賤婚をしたニコラウスはヴァルラム系ナッサウ家の相続権を失い、妻子もナッサウ家の正式な成員（公子・公女）と認められないことが決まった。ニコラウスは相続権放棄に強く不満を表明し、自身と子孫の相続権は消滅していないと主張し続けた。ナッサウ公国自体は、1866年普墺戦争での敗北と同時にプロイセン王国に併合され、その領域はヘッセン＝ナッサウ州に組み込まれた。アドルフは統治する邦を持たない亡命君主に成り下がった。

### 権利闘争
1890年、オランダ王ウィレム3世の死でオットー系ナッサウ家の男系が絶えると同時に、アドルフがナッサウ家協約に基づきルクセンブルク大公国を獲得すると、ニコラウス公子はその大公位継承権を求めるようになった。アドルフの世子ギヨームに娘「しか」いないことから、アドルフの男系直系の断絶が迫っていると確信していたらしき公子は、その請求活動をさらに強めた。公子はまた、自分は自由意思で継承権を放棄したナッサウ家の最後の男性成員であるから、ナッサウ家が断絶した場合、自分の子孫は父祖の家名を引き継ぐことができるとも主張していた。この主張に則れば、メーレンベルク伯爵（夫人）を名乗る彼の子女たちは、いずれナッサウ公（女公）を名乗る資格が生じる。しかし大公アドルフは非対等な婚姻で生まれた成員にそのような権利が生じることを否定した。しかし、アドルフが弟の結婚を非対等と見なしていたかどうかは、存命中その見解が示されなかったため不明瞭なままだった。とは言え、大公は確実に以下の2点を問題視していた。
- 第一に、ナターリヤと前夫ミハイル・ドゥーベルトとの離婚証明書は存在せず、離婚の事実が疑わしかったこと。もし彼女が法的に離婚を済まさずにニコラウスと子を生している場合、出生した子らは不義密通で生まれた非嫡出子であり、当然何の相続権も期待できない。
- 第二に、ナターリヤの実家プーシキン家（ロシア語版）はロシア貴族ではあるが、ナッサウ家と釣り合いのとれる家柄とは見なせない。

ルクセンブルク首相ポール・エイシェンは、継承権に関する大公アドルフの厳格で拒絶的な態度は、翻ってアドルフ自身の子孫の大公位継承の可能性を狭めることになるのでは、との見解を示した。大公はこれに対し次のように返答した、「全ては神がお決めになることだ」。ニコラウス公子は1905年9月、自身の要求を実現できぬまま世を去った。彼は対立してきた兄に打ち勝つことがついにできなかった。2か月後の1905年11月、大公アドルフが死去した。係争は双方の息子、ルクセンブルク大公位を継承したアドルフの子ギヨームと、ニコラウスの子で父の請求活動を引き継いだ34歳のゲオルク・フォン・メーレンベルクとの間で続いていった。
この問題に関して、法学者からは次の3つの見解が出された。
- 第一の見解は、ツェプフル（Prof. Dr. Zöpfl）とレーム（Prof. Dr. Rehm）によるもので、ゲオルクの父の婚姻はドイツ王侯の同格出生（ebenbürtig）の原則を満たさないもので、従って家長であるアドルフの同意を得られておらず、従って不法な貴賤婚となった婚姻で生まれた子であるゲオルクには、いかなる請求権もないとする。
- 第二の見解は、第一の見解をルクセンブルク政府も共有し、国務院（英語版）がこの見解への支持を公式に表明すべきだとするもの。
- 第三の見解は、政府の法律顧問マックス・ジルバーシュタイン（Max Silberstein）によるもので、彼はゲオルクの主張の法的な代理人を務めていた。ジルバーシュタインはゲオルクを支持していたわけではないが、依頼人ゲオルクの次のような主張を擁護する立場にあった。すなわち、ナッサウ家協約に依拠すると、ゲオルクはナッサウ家最後の男系子孫として「コグナト（Cognaten, 男女双系の王朝始祖）」となる。彼が「コグナト」である以上、たとえ女系相続が実行に移される場合でも、彼の子孫が最優先されなければならない。

ゲオルクはマックス・ジルバーシュタインの法的見解を根拠として、ドイツの裁判所に、ナッサウ家資産の処分権とルクセンブルク大公位継承者の地位を自身に認めるよう求める訴訟を起こした。彼はさらにルクセンブルクの国会と政府にも自分を大公位継承者として認めるよう呼びかけた。彼の主張は市町村議会の社会主義会派の支持を得たものの国民全体の支持はほとんど得られず、もし出自に問題のある「メーレンベルク王朝」が実現すればルクセンブルク大公位の威信は傷付けられてしまう、という反対意見が圧倒的多数を占めた。大公ギヨーム4世は自身の娘たちのために継承問題に関して「より広い見地（breites Fundament）」に立ち、ナッサウ家家憲における大公位継承権の規定を変更すること、ナッサウ家の個人資産をルクセンブルク大公位に付随する国家財産へ統合することを、決意した。

### 結末
1907年7月5日、ルクセンブルク代議院は賛成41票反対7票の圧倒的大差で、大公位継承権を現君主ギヨーム4世の直系に限定すること、及びナッサウ家の個人資産をルクセンブルク大公位と不可分な国家財産とすることを盛り込んだナッサウ家家憲の変更を可決した。この国会の承認に伴い、大公の5人の娘たちは最終的に継承権を保障された。ゲオルク・フォン・メーレンベルクは全ての政治上・資産上の要求を却下され、「メーレンベルク」の名前は新聞の一面を飾る「大きな政治」の場面からは消え去った。
ゲオルクは自身の要求をヴィースバーデンの地方裁判所に訴えていたが、判事は「決着済み（アド・アクタ）」として訴えを却下した。ルクセンブルク宮廷はこの問題の処理に寛大さを示し、頑固な敵対者メーレンベルク家に対して年額4万金マルクの高額な年金の支払いを表明して、事態を決着させた。ゲオルク・フォン・メーレンベルクは高額年金受給者としての後半生を大いに楽しんだ後、1948年に77歳でこの世を去った。ルクセンブルクの親戚が支払った彼への年金はおよそ160万マルクにのぼった。

## 結婚と子孫

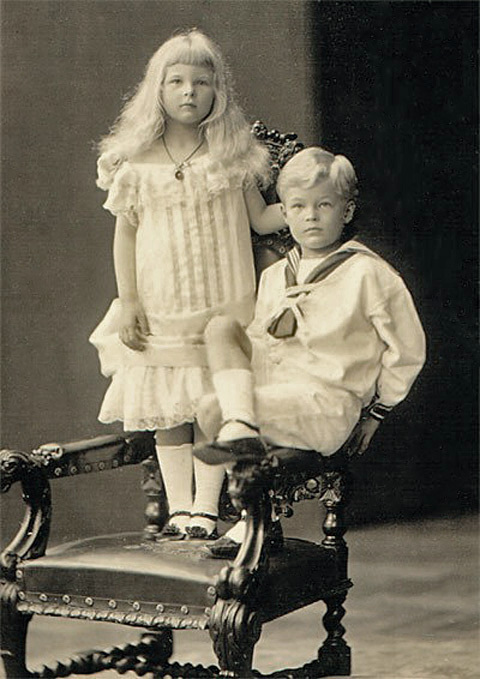
ゲオルクの2人の子、次男ゲオルク・ミヒャエルと長女オルガ、1900年代

1895年5月12日ニースにて、オリガ・アレクサンドロヴナ・ユーリエフスカヤ公女と結婚。彼女はロシア皇帝アレクサンドル2世とエカチェリーナ・ミハイロヴナ・ドルゴルーコヴァの貴賤婚で出生した娘だった。妻との間に3人の子をもうけ、うち2人が成育した。
- アレクサンダー・ニコラス・アドルフ・ミシェル・ジョルジュ（1896年 - 1897年）
- ゲオルク・ミヒャエル・アレクサンダー（ロシア語版）（1897年 - 1965年） - 1926年パウレッテ・デ・コイエール・デ・ジェルジョ＝セント＝ミクローシと結婚（1928年離婚）、1940年エリーザベト・アンネ・ミュラー＝ウーリ（1903年 - 1963年）と再婚
  - クロティルデ・エリーザベト（1941年 - ） - 1965年エンノ・フォン・リンテレン（1921年 - 2013年）と結婚
- オルガ・カタリーナ・アッダ（1898年 - 1993年） - 1923年ミハイル・タリエロヴィチ・ロリス＝メリコフ伯爵（1900年 - 1980年）と結婚

1965年、ゲオルクの次男ゲオルク・ミヒャエルの死でメーレンベルク家の男系男子はいなくなり、彼の一人娘も結婚に伴い姓を変更したために、現在法的にメーレンベルク伯爵（夫人）の姓を名乗る者は存在しない。子孫が同家の末裔だと示すため姓に付加して私称することはある。